# Босаві
Босаві (англ. Mount Bosavi) — вулкан висотою 2507 м, у провінції Південний Гайлендс (Південне Нагір'я), Папуа Нової Гвінеї.

## Географія
Зруйнований конус згаслого вулкана в південній частині Великого Папуанського плато, частина басейну річки Кікорі. Кратер приблизно 4 км в ширину і 1 км глибиною; тут розповсюджено ряд ендемічних видів. Вулкан був активний в епоху плейстоцену і востаннє вивергався за одними даними 200 000 років тому, за іншими 500 000.
Абсолютна висота вершини 2507 метрів над рівнем моря. Відносна висота — 1887 м. За цим показником вона займає 35-те місце в Океанії та 14-те місце у Папуа Новій Гвінеї. Найвище сідло вершини, по якому вимірюється її відносна висота, має висоту 640 м над рівнем моря. Топографічна ізоляція вершини відносно найближчої вищої гори, вулкану Сіса (2650 м), який розташований в північній частині Великого Папуанського плато, становить 51,57 км.
Частина гори входить до «Зони управління дикою природою Суламесі», створеної в 2006 році. Вулкан є частиною об'єкту Всесвітньої спадщини ЮНЕСКО «Басейн річки Кікірі / Велике Папуанське плато». Люди, що живуть на північ від гори, називають себе Босаві-калу (народ Босаві) і діляться на чотири культурно однакові, але лінгвістично визначені групи, Калу, Олого, Валулу та Вісесі. У сукупності їх часто називають Босаві-калу («люди Босаві»).

## Фауна і флора
Експедиція міжнародної групи вчених та телевізійної групи з природознавчого відділу BBC, що знімала в 2009 році документальний фільм про дивну природу «Загубленої землі вулкана», виявила понад 40 раніше не описаних видів фауни, у тому числі 16 видів жаб, щонайменше 3 види риб, кілька видів комах та павуків, кажанів та гігантських щурів, розміром 82 см у довжину і вагою близько 1,5 кг. Гора Босаві також є місцевим типом для Pseudohydromys pumehanae, нещодавно описаного виду мохоподібної миші.